# Carlos Morel (Musiker)
Carlos Morel (Carlos Daniel González; * 7. Januar 1958 in Avellaneda) ist ein argentinischer Tangosänger.

## Leben
Morel gewann 1980 einen Wettbewerb in der Fernsehsendung Grandes Valores de Tango und wurde daraufhin als Sänger von Héctor Varela engagiert, dessen Orchester er bis 1983 angehörte. Als Solist nahm er eine Single bei Microfón und eine LP bei Columbia auf. Er hatte Auftritte in den Tangolokalen von Buenos Aires und im Fernsehen und unternahm Tourneen durch die USA, Kanada und Venezuela. Mit Roberto Goyeneche, Néstor Marconi, Juanjo Domínguez, Atilio Stampone und anderen trat er 1983 im Caño 14 auf.
1985 wirkte er mit dem Tänzer Juan Carlos Copes in einer Show im Cabaret Karim mit und tourte durch Brasilien. 1988 arbeitete er sieben Monate in Puerto Rico. Im Jahr 1990 gehörte er zur ersten Besetzung von Luis Bravos Show Forever Tango, mit der er in mehreren Städten Kaliforniens auftrat. Mit dem Ballet Salta reiste er 1991 nach Spanien und im Folgejahr nach Japan und gab mit der Show Tango Tango 64 Konzerte in dreißig Städten. 1994 kehrte er zur Show Forever Tango zurück und nahm die CDs zur Show mit dem Orchester Lisandro Adrovers auf. 1999 entstanden Aufnahmen mit dem Gitarristen Carlos Juárez.